# Fameuse
 (septembre 2011).
Si vous disposez d'ouvrages ou d'articles de référence ou si vous connaissez des sites web de qualité traitant du thème abordé ici, merci de compléter l'article en donnant les références utiles à sa vérifiabilité et en les liant à la section « Notes et références ».
Fameuse est un cultivar de pommier domestique.

## Synonymes
Fameuse du Canada, Pomme de neige, Snow apple en raison de l'extrême blancheur de sa chair.

## Description
La Fameuse est une pomme de taille moyenne un peu aplatie.
Sa peau est jaune pâle.

## Origine
Cette variété de pomme est apparue au Canada vers 1730. Les premières variétés de pommiers venues d'Europe dont la "Fameuse" auraient été introduites par Louis-Hébert, colon de la Nouvelle-France, en 1617 ».

## Parenté
Descendants :
- Blair (McIntosh x Fameuse)

## Pollinisation
Variété diploïde.
Groupe de floraison: B.
La variété est fécondée par Egremont Russet, Idared, James Grieve.
S-génotype: S1S3.

## Culture
L'arbre est très fertile, sans alternance, mais très sensible à la tavelure du pommier.
La floraison est précoce mais l'arbre résiste bien au gel.
Les pommes se conservent correctement.